# EU-Taxonomie voor duurzame activiteiten
De EU-Taxonomie voor duurzame activiteiten is een classificatiesysteem, waarmee bedrijven en organisaties getoetst kunnen worden op hun investeringen. Deze dienen op termijn te voldoen aan een aantal criteria, zoals de bescherming van ecosystemen, het tegendringen van de klimaatverandering en de overgang naar een circulaire economie. De classificatie is gebaseerd op de Taxonomieverordening (EU-Verordening 2020/852) van 18 juni 2020, die op 12 juli 2020 van kracht werd. 
De verdere opwarming van de aarde moet met alle middelen worden tegengaan. Volgens het Akkoord van Parijs moet de Europese Unie in 2050 klimaatneutraal zijn. Daarom heeft de EU dit stappenplan opgezet om de financiering van duurzame groei te bevorderen. Deze groene taxonomie moet duidelijk maken wat wel en niet duurzaam is en de mogelijkheden van greenwashing verminderen.
Als eerste moeten instellingen die financiële producten aanbieden met de EU-taxonomie aan de slag.
Met betrekking tot het jaar 2021 zullen zij rapporteren over de duurzaamheid van hun investeringen. Vervolgens moeten, vanaf 1 januari 2023, ook niet-financiële instellingen verantwoording afleggen in het kader van de EU-taxonomie. Ongeveer 50.000 grote Europese bedrijven zijn dan hiertoe verplicht tot de Corporate Sustainability Reporting Directive.
Complicerende factor is dat Frankrijk en Duitsland rechtstreeks tegenover elkaar staan in zake het groene label. President Emmanuel Macron staat erop dat kernenergie voorlopig  het duurzame stempel krijgt. Vanwege Duitslands afhankelijkheid van Russisch gas wil Olaf Scholz deze fossiele brandstof "groen" houden.

Als compromis krijgen kernenergie en gas tijdelijk een groen EU-label. Voor gas vervalt dit stempel in 2035 en kernenergie is na 2045 niet meer groen.
De Groenen/Vrije Europese Alliantie in het Europees Parlement hebben zich tegen deze voornemens uitgesproken, omdat zij vinden dat  fossiel gas en kernenergie op geen enkele manier klimaatvriendelijk zijn.